# Gathorne Gathorne-Hardy, 1:e earl av Cranbrook
Gathorne Gathorne-Hardy, 1:e earl av Cranbrook, född 1 oktober 1814, död 30 oktober 1906, var en brittisk politiker och jurist. 
Han var far till John Gathorne-Hardy, 2:e earl av Cranbrook och Alfred Gathorne-Hardy.  

## Biografi
Cranbrook invaldes 1856 i underhuset och blev en framträdande medlem av torypartiet. Hans karriär gick snabbt, 1858-1859 var han understatssekreterare, och vid valen 1865 slog han ut sin medtävlare William Ewart Gladstone som representant för Oxfords universitet, en ställning Gladstone hade innehaft sedan 1847. Då Derby bildade regering 1866, blev Cranbrook ordförande i Poor Law Board och 1867 inrikesminister. 
Cranbrook intresserade sig livligt för fattigvårds- och fabrikslagstiftning, och var reformvänligt konservativ i Benjamin Disraelis anda. Han var en avgjord motståndare till Gladstone, och utkämpade många ryktbara debatter med denne. Han var speciellt motståndare till av avskaffandet av statskyrkan på Irland, och utvecklade under åren en stor aktivitet inom området. År 1874 blev han Disraelis krigsminister, 1878 efterträdde han Salisbury som minister över Indien och blev som viscount samma år pär. År 1892 blev han earl. I Salisburys båda ministärer 1885-1886 samt 1886-1892 var Cranbrook lordpresident of the council. Han var 1893 medverkande till att förkasta förslaget om Irlands självstyrelse, men lämnade efter detta den aktiva politiken.